# Walerij Woronin (hokeista)
Walerij Giennadjewicz Woronin, ros. Валерий Геннадьевич Воронин; biał. Валерый Генадзьевіч Варонін – Waleryj Hienadzjewicz Waronin (ur. 15 listopada 1954 w Jarosławiu) – radziecki hokeista. Trener hokejowy z obywatelstwem białoruskim.

## Kariera zawodnicza
- Torpedo Jarosław
- Dinamo Mińsk

Był zawodnikiem macierzystego Torpedo Jarosław, a po przeniesieniu do Białoruskiej SRR i kontynuował karierę w Torpedo Mińsk grając na pozycji napastnika (sezon 1980/1981).

## Kariera trenerska
- SMS Nowy Targ (lata 90.)
- Buran Woroneż (1998-1999), I trener
- HK Mińsk (2000-2001), I trener
- HK Kieramin Mińsk (2001-2002), I trener
- Reprezentacja Białorusi (2001/2002), asystent na ZIO, I trener na MŚ
- HK Witebsk (2003-2004), I trener
- Liepājas Metalurgs (2004-2009), asystent trenera
- HK Metalurgs Lipawa (2009-2013), I trener
- HK Homel (2013–2014), I trener

Po zakończeniu kariery zawodniczej podjął pracę trenerską. W latach 90. był trenerem w Szkole Mistrzostwa Sportowego w Nowym Targu. Wówczas jego asystentem był Marek Ziętara.
W sezonie 2001/2002 pracował z narodową seniorską reprezentacją Białorusi: był asystentem szkoleniowca Władimira Krikunowa na turnieju zimowych igrzysk olimpijskich 2002 (Białorusini osiągnęli wówczas największy sukces reprezentacji kraju w postaci czwartego miejsca na igrzyskach), a kilka miesięcy później jako pierwszy trener prowadził Białoruś na turnieju mistrzostw świata w 2002 Dywizji IA (kadra uzyskała wówczas awans do Elity. Od kwietnia 2013 do 3 października 2014 był szkoleniowcem pierwszego zespołu HK Homel, po czym ustąpił z funkcji i pozostał trenerem w strukturze klubu

## Sukcesy
Trenerskie
- Czwarte miejsce w turnieju zimowych igrzysk olimpijskich: 2002 z Białorusią
- Awans do Elity mistrzostw świata: 2002 z Białorusią
- Srebrny medal mistrzostw Białorusi: 2001 z HK Mińsk
- Złoty medal mistrzostw Białorusi: 2002 z Kieraminem Mińsk
- Puchar Białorusi: 2002 z Kieraminem Mińsk
- Brązowy medal mistrzostw Łotwy: 2005, 2007 z Metalurgsem Lipawa
- Srebrny medal mistrzostw Łotwy: 2006, 2010 z Metalurgsem Lipawa
- Złoty medal mistrzostw Łotwy: 2008, 2009, 2011, 2012 z Metalurgsem Lipawa
- Puchar Łotwy: 2007, 2008 z Metalurgsem Lipawa
- Brązowy medal mistrzostw Białorusi: 2014 z HK Homel

Wyróżnienie
- Zasłużony Trener Republiki Białorusi